# Filmografia de Christian Bale

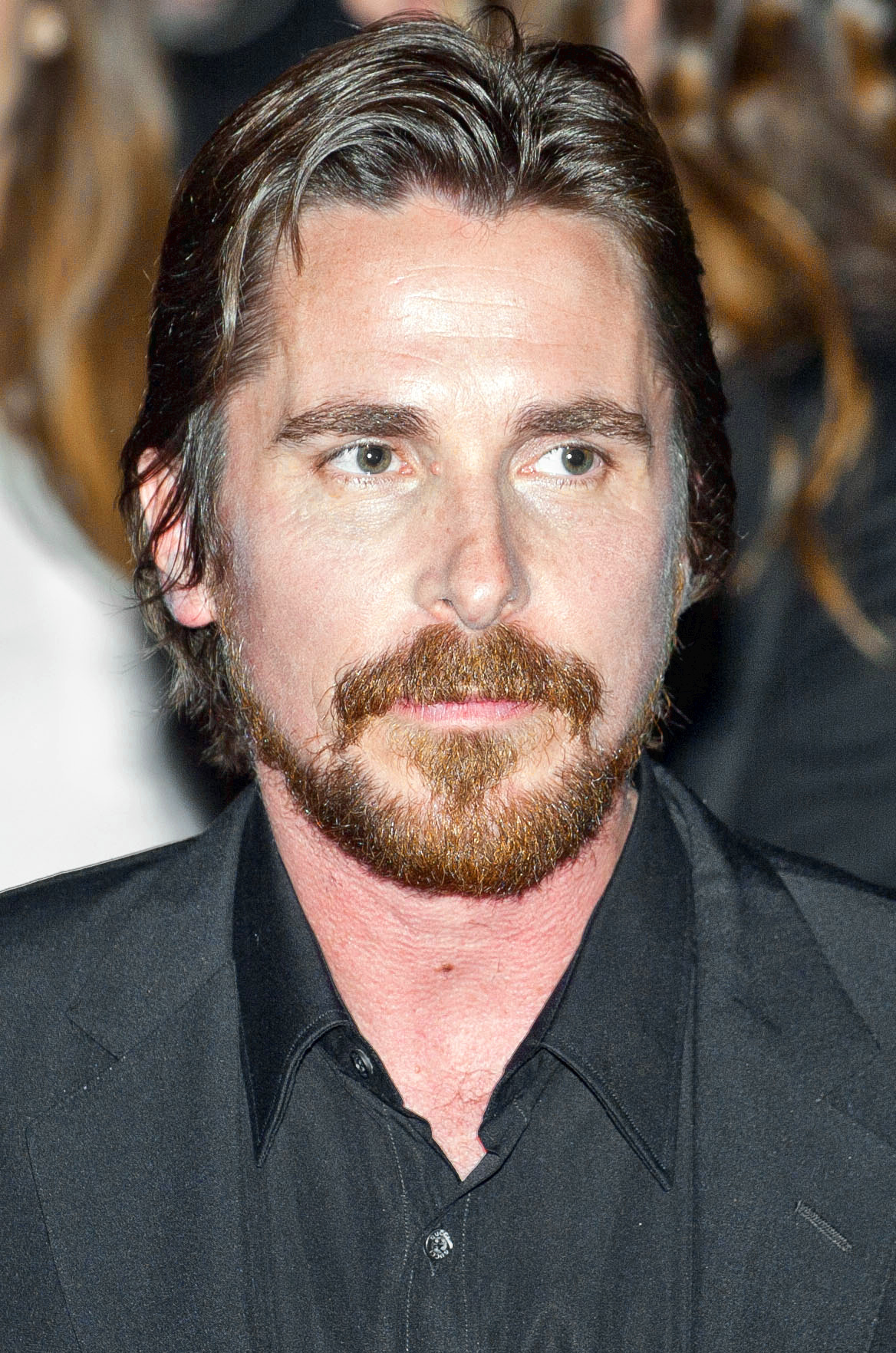
Bale numa coletiva de imprensa do filme American Hustle. Fevereiro de 2014.

Christian Bale é um ator britânico nascido no País de Gales. O artista iniciou a carreira em 1986, atuando no telefilme Anastasia: The Mystery of Anna. No ano seguinte, fez sua estreia nos cinemas ao lado de John Malkovich e Miranda Richardson, no filme de guerra Empire of the Sun (1987). Sua interpretação, no papel de um garoto prisioneiro durante a Segunda Guerra Mundial, foi amplamente elogiada pela crítica. Em 1988, fez um trabalho menor em Henry V, um drama baseado na peça Henrique V, de William Shakespeare. Tal obra tem sido considerada uma das melhores adaptações cinematográficas shakespearianas da história. Em 1992, Bale integrou o elenco do drama musical da Disney Newsies, que foi um fracasso comercial e de crítica; a produção, contudo, passou a ser considerada um clássico cult. Em 1994, o ator estrelou o drama Little Women, filme bem recebido pela crítica. O artista participou da dublagem da animação Pocahontas (1995), obra de recepção mista e grande sucesso comercial. Christian interpretou um jornalista no drama Velvet Goldmine (1998), de Todd Haynes, e viveu Demetrius no criticamente aclamado A Midsummer Night's Dream (1999), uma adaptação da peça de mesmo nome, dirigida por Michael Hoffman. No mesmo ano, o ator assumiu o papel de Jesus no telefilme Mary, Mother of Jesus (1999).

## Filmes
| Título                         | Ano  | Papel                      | Director(es)                 | Orçamento    | Receita       | Ref(s).              |
| Título                         | Ano  | Papel                      | Director(es)                 | $ (milhões)  | $ (milhões)   | Ref(s).              |
| ------------------------------ | ---- | -------------------------- | ---------------------------- | ------------ | ------------- | -------------------- |
| Anastasia: The Mystery of Anna | 1986 | Alexei                     | Marvin J. Chomsky            | Desconhecido | —             | [ 12 ]               |
| Mio in the Land of Faraway     | 1987 | Yum Yum                    | Vladimir Grammatikov         | Desconhecido | Desconhecido  | [ 13 ]               |
| Empire of the Sun              | 1987 | Jim Graham                 | Steven Spielberg             | 35,000,000   | 71,043,639    | [ 14 ] [ 15 ] [ 16 ] |
| Henry V                        | 1989 | Robin                      | Kenneth Branagh              | 9,000,000    | Desconhecido  | [ 17 ] [ 18 ] [ 19 ] |
| Treasure Island                | 1990 | Jim Hawkins                | Fraser Clarke Heston         | Desconhecido | —             | [ 20 ]               |
| A Murder of Quality            | 1991 | Tim Perkins                | Gavin Millar                 | Desconhecido | Desconhecido  | [ 21 ]               |
| Newsies                        | 1992 | Jack Kelly                 | Kenny Ortega                 | 15,000,000   | Desconhecido  | [ 22 ] [ 23 ]        |
| Swing Kids                     | 1993 | Thomas Berger              | Thomas Carter                | Desconhecido | Desconhecido  | [ 24 ] [ 25 ]        |
| Prince of Jutland              | 1994 | Amled                      | Gabriel Axel                 | Desconhecido | Desconhecido  | [ 26 ]               |
| Little Women                   | 1994 | Theodore 'Laurie' Laurence | Gillian Armstrong            | 18,000,000   | 50,083,616    | [ 27 ] [ 28 ]        |
| Pocahontas                     | 1995 | Thomas (voz)               | Mike Gabriel & Eric Goldberg | 55,000,000   | 347,100,000   | [ 29 ] [ 30 ]        |
| The Portrait of a Lady         | 1996 | Edward Rosier              | Jane Campion                 | Desconhecido | Desconhecido  | [ 31 ] [ 32 ]        |
| The Secret Agent               | 1996 | Stevie                     | Christopher Hampton          | Desconhecido | Desconhecido  | [ 33 ] [ 34 ]        |
| Metroland                      | 1997 | Chris Lloyd                | Philip Saville               | Desconhecido | Desconhecido  | [ 35 ] [ 36 ]        |
| Velvet Goldmine                | 1998 | Arthur Stuart              | Todd Haynes                  | 9,000,000    | 4,861,972     | [ 37 ] [ 38 ]        |
| All the Little Animals         | 1998 | Bobby Platt                | Jeremy Thomas                | Desconhecido | Desconhecido  | [ 39 ] [ 40 ]        |
| A Midsummer Night's Dream      | 1999 | Demetrius                  | Michael Hoffman              | 11,000,000   | 25,011,645    | [ 41 ] [ 42 ] [ 11 ] |
| Mary, Mother of Jesus          | 1999 | Jesus                      | Kevin Connor                 | Desconhecido | —             | [ 43 ]               |
| American Psycho                | 2000 | Patrick Bateman            | Mary Harron                  | 8,000,000    | 28,674,417    | [ 44 ] [ 45 ]        |
| Shaft                          | 2000 | Walter Wade Jr.            | John Singleton               | 53,012,938   | 107,190,108   | [ 46 ] [ 47 ]        |
| Captain Corelli's Mandolin     | 2001 | Mandras                    | John Madden                  | 57,000,000   | 62,097,495    | [ 48 ] [ 49 ]        |
| Laurel Canyon                  | 2002 | Sam                        | Lisa Cholodenko              | Desconhecido | 4,412,203     | [ 50 ] [ 51 ]        |
| Reign of Fire                  | 2002 | Quinn Abercromby           | Rob Bowman                   | 60,000,000   | 82,150,183    | [ 52 ] [ 53 ]        |
| Equilibrium                    | 2002 | John Preston               | Kurt Wimmer                  | 20,000,000   | 5,345,869     | [ 54 ] [ 55 ]        |
| The Machinist                  | 2004 | Trevor Reznik              | Brad Anderson                | 5,000,000    | 8,782,570     | [ 56 ] [ 57 ]        |
| Howl no Ugoku Shiro            | 2004 | Howl (voz)                 | Hayao Miyazaki               | 24,000,000   | 235,184,110   | [ 58 ] [ 59 ]        |
| Batman Begins                  | 2005 | Bruce Wayne / Batman       | Christopher Nolan            | 150,000,000  | 374,218,673   | [ 60 ] [ 61 ]        |
| The New World                  | 2005 | John Rolfe                 | Terrence Malick              | 30,000,000   | 26,184,400    | [ 62 ] [ 63 ]        |
| Harsh Times                    | 2005 | Jim Davis                  | David Ayer                   | 2,000,000    | 5,963,961     | [ 64 ] [ 65 ]        |
| Rescue Dawn                    | 2006 | Dieter Dengler             | Werner Herzog                | 10,000,000   | 7,037,886     | [ 66 ] [ 67 ]        |
| The Prestige                   | 2006 | Alfred Borden / Fallon     | Christopher Nolan            | 40,000,000   | 107,896,006   | [ 68 ] [ 69 ]        |
| 3:10 to Yuma                   | 2007 | Dan Evans                  | James Mangold                | 48,000,000   | 69,791,889    | [ 70 ] [ 71 ]        |
| I'm Not There                  | 2007 | Jack Rollins / Pastor John | Todd Haynes                  | 20,000,000   | 11,498,547    | [ 72 ] [ 73 ]        |
| The Dark Knight                | 2008 | Bruce Wayne / Batman       | Christopher Nolan            | 185,000,000  | 1,004,558,444 | [ 74 ] [ 75 ]        |
| Terminator Salvation           | 2009 | John Connor                | McG                          | 200,000,000  | 371,628,539   | [ 76 ] [ 77 ]        |
| Public Enemies                 | 2009 | Melvin Purvis              | Michael Mann                 | 100,000,000  | 214,104,620   | [ 78 ] [ 79 ]        |
| The Fighter                    | 2010 | Dicky Eklund               | David O. Russell             | 11,000,000   | 129,217,009   | [ 80 ] [ 81 ]        |
| Jin líng shí san chai          | 2011 | John Miller                | Zhang Yimou                  | 94,000,000   | 95,311,434    | [ 82 ] [ 83 ]        |
| The Dark Knight Rises          | 2012 | Bruce Wayne / Batman       | Christopher Nolan            | 250,000,000  | 1,084,439,099 | [ 84 ] [ 85 ]        |
| Out of the Furnace             | 2013 | Russell Baze               | Scott Cooper                 | 22,000,000   | 15,434,849    | [ 86 ] [ 87 ]        |
| American Hustle                | 2013 | Irving Rosenfeld           | David O. Russell             | 40,000,000   | 251,171,807   | [ 88 ] [ 89 ]        |
| Exodus: Gods and Kings         | 2014 | Moisés                     | Ridley Scott                 | 140,000,000  | 249,065,024   | [ 90 ]               |
| Knight of Cups                 | 2015 | Rick                       | Terrence Malick              | Desconhecido | —             | [ 91 ]               |
| The Big Short                  | 2015 | Michael Burry              | Adam McKay                   | Desconhecido | A ser lançado | [ 92 ]               |
| Filme de Terrence Malick       | 2016 | Desconhecido               | Terrence Malick              | Desconhecido | A ser lançado | [ 93 ]               |
| The Promise                    | 2016 | Chris                      | Terry George                 | Desconhecido | A ser lançado | [ 94 ]               |
| Jungle Book: Origins           | 2017 | Bagheera (voz)             | Andy Serkis                  | Desconhecido | A ser lançado | [ 95 ]               |

## Video games
| Título        | Year | Papel                      | Desenvolvedor     | Publicador | Ref(s).       |
| ------------- | ---- | -------------------------- | ----------------- | ---------- | ------------- |
| Batman Begins | 2005 | Bruce Wayne / Batman (voz) | Vicarious Visions | EA Games   | [ 96 ] [ 97 ] |